# La Chapelle-Launay
La Chapelle-Launay è un comune francese di 2 855 abitanti situato nel dipartimento della Loira Atlantica nella regione dei Paesi della Loira.

## Società

### Evoluzione demografica
Abitanti censiti

## Cultura

### Turismo
- Principali monumenti della città:
  - Abbazia di Nostra Signora di minima-corona (Abbaye Notre Dame de Blanche-Couronne), del XII secolo.